# Langøy (Kragerø)
58°54′27.576″N 9°30′54.684″Ø / 58.90766000°N 9.51519000°Ø
Langøy er en ø i Kragerø kommune i Vestfold og Telemark fylke i Norge. Den er med sine 5,54 km² Kragerøs næststørste ø.  Øen har færgeforbindelse med Kragerø. 
Her findes en gammel kirkegård og mange gamle veje som blev anlagt af Peder Anker. Der har været minedrift etter jernmalm på Langøy siden 1600-tallet og frem til 1960'erne i Langøygruberne (no), der på et tidspunkt var Norges næststørste jernminer.  Langøy har også skærgårdens højeste punkt, Langøybratten også kaldt Signalen der er  117 moh. Det har stået et vagthus på toppen. En anden top på øen  er Fløyfjell, der er 103 moh.